# إلتون براون
إلتون براون (بالإنجليزية: Elton Brown)‏ هو لاعب كرة قدم أمريكية أمريكي، ولد في 22 مايو 1982 في هامبتون في الولايات المتحدة.

## وصلات خارجية
- إلتون براون على موقع مرجع كرة القدم المحترفة.كوم (الإنجليزية)